# Salvatore Pennacchio
Salvatore Pennacchio (Marano, 9 settembre 1952) è un arcivescovo cattolico italiano, dal 25 gennaio 2023 presidente della Pontificia accademia ecclesiastica.

## Biografia
Nasce a Marano il 9 settembre 1952.
Riceve l'ordinazione sacerdotale il 18 settembre 1976 per la diocesi di Aversa dal vescovo Antonio Cece. Frequenta la Pontificia accademia ecclesiastica e, dopo aver conseguito il dottorato in filosofia, il 15 aprile 1979 entra nel servizio diplomatico della Santa Sede, prestando servizio nelle nunziature apostoliche di Panama, Etiopia, Australia, Turchia, Egitto, Jugoslavia e Irlanda.
Il 28 novembre 1998 è nominato da papa Giovanni Paolo II arcivescovo titolare di Montemarano e nunzio apostolico in Ruanda; riceve la consacrazione episcopale il 6 gennaio 1999 da papa Giovanni Paolo II, co-consacranti gli arcivescovi Giovanni Battista Re e Francesco Monterisi.
Il 20 settembre 2003 è nominato nunzio apostolico in Thailandia, a Singapore e in Cambogia, nonché delegato apostolico in Myanmar, in Laos, in Malesia e in Brunei.
Nel 2010 è nominato da papa Benedetto XVI nunzio apostolico rispettivamente in India, l'8 maggio, e in Nepal, il 13 novembre.
Il 6 agosto 2016 è nominato da papa Francesco nunzio apostolico in Polonia.
Dal 25 gennaio 2023 è presidente della Pontificia accademia ecclesiastica. Decade dall'incarico il 21 aprile 2025 con la morte di papa Francesco.

## Genealogia episcopale e successione apostolica
La genealogia episcopale è:
- Cardinale Scipione Rebiba
- Cardinale Giulio Antonio Santori
- Cardinale Girolamo Bernerio, O.P.
- Arcivescovo Galeazzo Sanvitale
- Cardinale Ludovico Ludovisi
- Cardinale Luigi Caetani
- Cardinale Ulderico Carpegna
- Cardinale Paluzzo Paluzzi Altieri degli Albertoni
- Papa Benedetto XIII
- Papa Benedetto XIV
- Papa Clemente XIII
- Cardinale Enrico Benedetto Stuart
- Papa Leone XII
- Cardinale Chiarissimo Falconieri Mellini
- Cardinale Camillo Di Pietro
- Cardinale Mieczysław Halka Ledóchowski
- Cardinale Jan Maurycy Paweł Puzyna de Kosielsko
- Arcivescovo Józef Bilczewski
- Arcivescovo Bolesław Twardowski
- Arcivescovo Eugeniusz Baziak
- Papa Giovanni Paolo II
- Arcivescovo Salvatore Pennacchio

La successione apostolica è:
- Cardinale Cornelius Sim (2005)
- Vescovo Felix Lian Khen Thang (2006)
- Vescovo Raymond Sumlut Gam (2006)
- Vescovo Julius Dusin Gitom (2007)
- Vescovo Justin Saw Min Thide (2007)
- Vescovo Joseph Hii Teck Kwong (2008)
- Arcivescovo Basilio Athai (2008)
- Vescovo Stephen Tjephe (2009)
- Vescovo James Thoppil (2011)
- Vescovo Peter Parapullil (2013)
- Vescovo Pius Thomas D'Souza (2013)
- Vescovo Jaya Rao Polimera (2013)
- Vescovo Niranjan Sual Singh (2013)
- Vescovo Paul Mattekatt (2013)
- Vescovo Simon Kaipuram, C.M. (2014)
- Vescovo Peter Abir Antonysamy (2014)
- Vescovo Alex Joseph Vadakumthala (2014)
- Vescovo Francis Serrao, S.I. (2014)
- Vescovo Paul Simick (2014)
- Vescovo Ignatius D'Souza (2014)
- Vescovo Ivan Albert Pereira (2015)
- Vescovo Eugene Joseph (2015)
- Vescovo Ambrose Rebello (2015)
- Vescovo Basil Bhuriya, S.V.D. (2015)
- Vescovo Joseph Raja Rao Thelegathoti, S.M.M. (2016)
- Vescovo Thomas Paulsamy (2016)
- Vescovo Aplinar Senapati, C.M. (2016)
- Vescovo Bhagyaiah Chinnabathini (2016)
- Vescovo Adrian Put (2022)
- Vescovo Sławomir Oder (2023)
- Vescovo Dennis Kuruppassery (2024)